# Penny of Top Hill Trail
Penny of Top Hill Trail è un film muto del 1921 diretto da Arthur Berthelet. Prodotto dalla Andrew J. Callaghan Productions Inc., aveva come interpreti Bessie Love, Wheeler Oakman, Raymond Cannon, Harry De Vere, Lizette Thorne, Gloria Holt, il piccolo Georgie Stone, Herbert Hertier, Sam Lauder.

La sceneggiatura di Finis Fox e Beatrice Van si basa sull'omonimo romanzo di Belle Kanaris Maniates pubblicato a Toronto intorno al 1919.

## Trama
Arrivata in volo su un aereo da turismo, Penny atterra nei dintorni del ranch dei Kingdon, ma viene arrestata per il suo comportamento ritenuto sospetto. Il caposquadra Kurt Walters, che è anche vice sceriffo, la riconosce come la ragazza che il suo amico Jo ha conosciuto a Chicago e che aveva confessato di essere una ladra. Penny, che promette d'ora in poi di rigare dritto, viene affidata alla signora Kingdon. Ma non perde il vizio di stuzzicare Kurt, civettando con lui, tanto che il giovane finisce con l'innamorarsi di lei. Uno sconosciuto misterioso arriva a cercare Penny, accompagnato da una donna che Kurt aveva già incontrato nella cella della ragazza. Si scoprirà allora che Penny non è per niente una ladra, ma una diva del cinema che cerca di nascondersi al proprio agente che vuole farle rinnovare il contratto. Alla fine, Penny preferirà restare tra le sabbie dorate insieme a Kurt, abbandonando del tutto il mondo del cinema.

## Produzione
Il film, prodotto dalla Andrew J. Callaghan Productions Inc., venne girato negli Hollywood Center Studios, al 1040 di N. Las Palmas Avenue, a Hollywood.

## Distribuzione
Distribuito dalla Federated Film Exchanges of America, il film uscì nelle sale statunitensi il 17 giugno 1921.
Non si conoscono copie ancora esistenti della pellicola che viene considerata presumibilmente perduta.